# Kullö
Kullö – miejscowość (tätort) w Szwecji, w regionie administracyjnym (län) Sztokholm, w gminie Vaxholm.
Według danych Szwedzkiego Urzędu Statystycznego liczba ludności wyniosła: 904 (31 grudnia 2015), 1031 (31 grudnia 2018) i 1016 (31 grudnia 2019).